# Metroland (película)
Metroland es una película británica de 1997 dirigida por Philip Saville y protagonizada por Christian Bale y Emily Watson. El guion pertenece a Adrian Hodges, basado en la novela Metrolandia de Julian Barnes. La película trata de un treintañero (Chris) cuya vida, absolutamente tranquila y predecible, se ve interrumpida por la repentina aparición (después de diez años) de su mejor amigo. Ello le lleva a recordar su despreocupada juventud en París, a cuestionar algunas de sus decisiones vitales y a evaluar su vida y su matrimonio. Mark Knopfler escribió y produjo la banda sonora de Metroland, que se complementa con algunos cortes adicionales adecuados al periodo representado en el film.
El productor ejecutivo Andrew Bendel y Saville necesitaron tres canciones de la era punk para incluirlas en las escenas donde toca un grupo ficticio llamado The Subverts. Danny de Matos y Del Bartle escribieron dichos temas, que están incluidos en el film pero no en la banda sonora y son: "Amerikkka We Hate You", "Destroy the Hoi Polloi" y "You Destiny"

## Argumento
En 1977, Chris (Christian Bale) y Marion (Emily Watson) llevan una tranquila vida de casados con su bebé en Eastwood, en las afueras de Londres conocidas como Metroland (la ciudad dormitorio al final de la Línea de Metro Metropolitan de Londres). Su predecible vida se ve bruscamente interrumpida una mañana temprano por una llamada telefónica de un amigo de la juventud de Chris llamado Toni (Lee Ross), que está de vuelta en Inglaterra tras algunos años de vida errante como poeta, viajando por África, Europa y Estados Unidos. Años atrás ambos amigos compartieron el sueño de escapar de la vida aletargada burguesa para vivir el esplendor de la vanguardia parisina de los sesenta. El regreso de Toni desencadena en Chris un río de recuerdos sobre sus frenéticos años en el París del final de los 60.
Chris tiene muchas dudas sobre el estilo de vida que lleva (habiendo abandonado su pasión juvenil por la fotografía por un puesto de trabajo estable en un banco) y por las noches da largos paseos por la calle, haciendo listas mentales de cosas por las que debe estar agradecido. Con la sensación de que algo falta en su vida, Chris ve en Toni a la persona que él podría haber sido –un espíritu libre viviendo una existencia de vagabundo sin ataduras ni responsabilidades-. Por su parte, Toni menosprecia descaradamente a Chris por haberse vendido a la autocomplacencia de la clase media burguesa, la hipoteca y el trabajo de 9 a 5. Una noche, Chris va con Toni a un club rock punk de Londres, consume cannabis y queda colgadísimo. Idealizando el estilo de vida de su amigo, Chris quiere que le diga cuál es el secreto de la felicidad, a lo que Toni responde que “es hacer lo que uno quiere, no lo que los otros quieren que uno haga”.
La crisis vital de Chris le lleva también a ver su matrimonio como estancado y empieza a obsesionarse con el pasado. Por casualidad encuentra unas fotos antiguas de su amiga francesa Annick (Elsa Zylberstein),  desnuda y comienza a recordar los días en París, en 1968, cuando estuvieron juntos y ella le inició en el sexo y en el amor. Fueron días en que asumió una conducta “beat” despreciando todo lo inglés y amando Francia. Pero su fantasía francesa se interrumpió cuando conoció a Marion, que estaba de vacaciones en París con unos amigos. Marion le asombró por su pragmatismo e inteligencia y empezó a pasar con ella cada vez más tiempo, contándole cosas sobre Annick y sus sentimientos ambivalentes hacia Inglaterra. A su vez, Marion se sentía poco impresionada por sus fantasiosos sueños y le dijo que sin duda él se casaría ya que “no era lo suficientemente original” para evitar el matrimonio y el futuro de una vida convencional. Cuando Annick se entera de la existencia de Marion y del interés de Chris por ella, rompe la relación (Annick es dibujada en la película como la dulce y sensual francesa divertida, pero ella misma reconoce que no tiene entente intelectual suficiente para motivar a Chris y las dudas de éste sobre su relación la alejan de él).
De vuelta al presente, Chris no puede superar la sensación de que ha perdido su juventud e ideales en aras a una vida que juró que nunca llevaría. Una noche va a una fiesta en casa de la compañera sentimental de Toni. Va sin su mujer, que no quiere acompañarle. Allí escucha que la novia de Toni ha tenido un aborto y le ve flirtear abiertamente con otra y reflexiona sobre cómo Toni hace las cosas que él querría hacer. Sigue en la fiesta y un poco más tarde, se encuentra con la atractiva Joanna (Amanda Ryan), que le invita a acostarse con ella. En principio acepta, pero luego se da cuenta de que todo lo ha montado Toni para sabotear su matrimonio con Marion, y se va.
El día siguiente, Chris vuelve del trabajo y se encuentra a Toni en casa con Marion. Toni le da a entender que él y Marion han tenido sexo y ambos amigos acaban peleándose en el jardín. Más tarde, Marion le revela que, efectivamente, Toni se la insinuó pero que ella le rechazó y que lo que realmente le pasa a Toni es que está celoso de él y de su vida. Asimismo, le confiesa que ella le ha sido infiel con otro. Chris se da cuenta entonces que los problemas de felicidad no los tiene solamente él.
El día siguiente, Toni vuelve a aparecer para despedirse pues va a viajar a Malibú donde tiene planeado escribir guiones de cine. Intenta convencer a Chris para que viaje con él, pero Chris rechaza la invitación con un “Me gusta mi vida, estoy satisfecho”. Esa noche, en uno de sus paseos nocturnos, Marion se le acerca para preguntarle qué va a poner en su lista sobre la felicidad y él le contesta: “Feliz –si no es ahora, nunca”

## Reparto
- Christian Bale como Chris.
- Emily Watson como Marion.
- Lee Ross como Toni.
- Elsa Zylberstein como Annick.
- John Wood como el viajero jubilado del tren.
- Rufus as Henri.
- Amanda Ryan como Joanna.
- Jonathan Aris como Dave.
- Ifan Meredith como Mickey.
- Boris Terral como Jacques.
- Lucy Speed como Punk Girl.
- Bill Thomas como Middle-Aged Commuter.
- Bethan Fairbairn como Amy.
- Daisy Fairbairn como Amy.[2]

## Producción

### Tema
Metroland explora la tensión existente entre los ideales de juventud sobre una existencia hedonística, por y para el placer, y la inevitable llegada de la edad adulta con sus cargas y responsabilidades. El formato narrativo es principalmente en flashback, con largas partes de la película mostrando los 21 años de Chris en París.

### Guion
El guion fue escrito por Adrian Hodges basado en la novela de Julian Barnes Metroland. La principal diferencia entre ambos es la estructura narrativa: el libro cuenta la historia en un orden cronológico desde la juventud de Chris hasta el matrimonio. Sin embargo, la película usa flashbacks para introducir los años de juventud en París.
Asimismo, en el libro, Chris es un estudiante graduado, en el film es un fotógrafo.
Finalmente, en el libro el encuentro de Chris con la chica de la fiesta no fue arreglado por Toni ni hay ninguna pista de que Toni le tire los tejos a Marion, la mujer de Chris.
Buena parte de los diálogos del libro se incluyen completos en la película.

### Localizaciones
Metroland se filmó en Amersham, Londres y Uxbridge en Inglaterra, y en París. Las filmaciones de estudio se hicieron en Twickenham Film Studios, en Middlesex.

## Recepción de la crítica
En su reseña para Variety, David Rooney calificó el film de “sexy y entretenido” con “un agudo guion y buenas interpretaciones”.
Rooney concluye:

El flashback que ubica a Chris y Toni en los 60 está bien estructurado y es sincero. Lo cierto es que las observaciones sobre fidelidad, promesas y compromiso no son nada nuevas, pero el guionista Adrian Hodges con sus inteligentes diálogos y el director Saville haciendo una aproximación sencilla al tema nos hacen llegar una mejor experiencia de lo que a primera vista podría parecer.

En su crítica para Entertainment Weekly, Owen Gleiberman calificó el film con una A y lo definió como "una película no problemática interpretada con una suave magia". Agregó que “es un raro retrato de un matrimonio feliz, que es honesto sobre los vaivenes del deseo, y el drama es magníficamente interpretado por Bale, que observa embobado con enternecedora dulzura, y por Watson, que hace su trabajo más intenso desde Rompiendo las olas.
En su crítica para el Chicago Sun-Times, Roger Ebert le dio al film tres estrellas sobre cuatro, y destacó la habilidad del director para contar “una historia honesta sobre decisiones en la vida” evitando el sentimentalismo. Comentando sobre los caracteres principales Ebert dice:

Los recuerdos del protagonista giran en torno a dos mujeres que conoció en París ese año –con una se casó y con la otra no-. Annick (Elsa Zylberstein) es una joven parisina etérea que usa los cafés como comedores. Se encuentran, se gustan, se convierten en pareja. La banda sonora del romance es rock de los 60 mezclado con Djamgo Erinhardt, y con Annick él aprende sobre sexo (“¿es esta la primera vez?", le pregunta con razón). Entonces aparece una chica inglesa, Marion (Emily Watson), sensible, alegre, comprensiva, tranquila y honesta. Le analiza concluyendo que se casará, probablemente con ella, porque “no eres tan original como para no  hacerlo”. Efectivamente, se casan y viven en Metroland y allí la vida continúa apaciblemente hasta que un día llama Toni a las 6 a.m. Toni tienta a Chris con las cosas que ha dejado atrás y le invita a una fiesta donde una chica le invita a tener sexo. Y aquí la película deja de tratar de si Chris es fiel o no a Marion, sino que trata sobre si eligió correctamente su vida.